# リッキー・バナスコ
リッキー・バナスコ（Ricky Vanasco ,1998年10月13日 - ）は、アメリカ合衆国フロリダ州レビー郡モリストン出身のプロ野球選手（投手）。右投右打。MLBのデトロイト・タイガース傘下所属。

## 経歴

### プロ入りとドジャース時代
2017年のMLBドラフト15巡目（全体464位）でテキサス・レンジャーズに指名されてプロ入り。
プロ入り後はルーキー級のアリゾナリーグ・レンジャーズでプロデビューを果たし0勝1敗、防御率0.00だった。8月31日に捕手のサム・ハフからの返球が頭に当たり、脳震盪を起こした。その影響でこの日以降は登板がなかった。
2018年はアリゾナリーグに戻り、3勝3敗、防御率4.38を記録した。7月24日に肘の炎症によりシーズン終了となった。
2019年はスポケーン・インディアンスとA+級のヒッコリー・クロウダッツでプレーした。2チーム合計で3勝1敗、防御率1.81、49.2イニングで75奪三振を記録した。また、この年はノースウェストリーグのオールスターにも選ばれた。
2020年は新型コロナウイルスの影響でマイナーリーグの試合が開催されなかったためプレーしなかったが、9月にトミージョン手術を受けた。
2021年は前年の手術の影響でマイナーでの登板はなかったが、オフシーズンにアリゾナ・フォールリーグで復帰した。11月19日にロースターに追加された。
2022年は開幕をAA級のヒッコリー・クロウダッツで迎えた。
2023年オフの11月6日にFAとなるも、10日後に再契約を結んだ。
2024年4月15日にランドン・ナックとともにメジャー初昇格を果たすと同日に行われた対ワシントン・ナショナルズ戦でメジャーデビュー。この試合では2回を投げて無安打無失点に抑えた。その後、7月10日に2度目の昇格を果たし、3日後に登板するも、翌14日にAAA級オクラホマシティに降格となり、24日にDFAとなった。

### タイガース時代
同年7月29日に金銭トレードでデトロイト・タイガースへ移籍した。移籍後は9月1日にこの年3度目となるメジャー昇格を果たし、5日のインターリーグの対サンディエゴ・パドレス戦に救援登板。1回を完璧に抑え、メジャー初勝利を挙げた。オフの11月19日にDFAとなり、22日に一度はノンテンダーFAとなるも、26日にマイナー契約で再契約を結び、翌27日にAAA級トレド・マッドヘンズに配属された。さらに2025年のスプリングトレーニングに招待選手として参加することになった、と発表された。

## 詳細情報

### 年度別投手成績
| 年 度    | 球 団    | 登 板 | 先 発 | 完 投 | 完 封 | 無 四 球 | 勝 利 | 敗 戦 | セ 丨 ブ | ホ 丨 ル ド | 勝 率 | 打 者 | 投 球 回 | 被 安 打 | 被 本 塁 打 | 与 四 球 | 敬 遠 | 与 死 球 | 奪 三 振 | 暴 投 | ボ 丨 ク | 失 点 | 自 責 点 | 防 御 率 | W H I P |
| -------- | -------- | ----- | ----- | ----- | ----- | -------- | ----- | ----- | -------- | ----------- | ----- | ----- | -------- | -------- | ----------- | -------- | ----- | -------- | -------- | ----- | -------- | ----- | -------- | -------- | ------- |
| 2024     | LAD      | 2     | 0     | 0     | 0     | 0        | 0     | 0     | 0        | 0           | ----  | 9     | 2.0      | 3        | 0           | 0        | 0     | 0        | 1        | 0     | 0        | 3     | 3        | 13.50    | 1.50    |
| 2024     | DET      | 2     | 0     | 0     | 0     | 0        | 1     | 0     | 0        | 1           | 1.000 | 6     | 2.0      | 0        | 0           | 0        | 0     | 0        | 0        | 0     | 0        | 0     | 0        | 0.00     | 0.00    |
| '24計    | DET      | 4     | 0     | 0     | 0     | 0        | 1     | 0     | 0        | 1           | 1.000 | 15    | 4.0      | 3        | 0           | 0        | 0     | 0        | 1        | 0     | 0        | 3     | 3        | 6.75     | 0.75    |
| MLB：1年 | MLB：1年 | 4     | 0     | 0     | 0     | 0        | 1     | 0     | 0        | 1           | 1.000 | 15    | 4.0      | 3        | 0           | 0        | 0     | 0        | 1        | 0     | 0        | 3     | 3        | 6.75     | 0.75    |

- 2024年度シーズン終了時

### 年度別守備成績
| 年 度 | 球 団 | 投手（P） | 投手（P） | 投手（P） | 投手（P） | 投手（P） | 投手（P） |
| 年 度 | 球 団 | 試 合     | 刺 殺     | 補 殺     | 失 策     | 併 殺     | 守 備 率  |
| ----- | ----- | --------- | --------- | --------- | --------- | --------- | --------- |
| 2024  | LAD   | 2         | 1         | 0         | 0         | 0         | 1.000     |
| 2024  | DET   | 2         | 0         | 0         | 0         | 0         | ----      |
| '24計 | DET   | 4         | 1         | 0         | 0         | 0         | 1.000     |
| MLB   | MLB   | 4         | 1         | 0         | 0         | 0         | 1.000     |

- 2024年度シーズン終了時

### 背番号
- 61（2024年4月15日 - 同年7月24日）
- 57（2024年7月29日 - 同年終了）